# بوبو

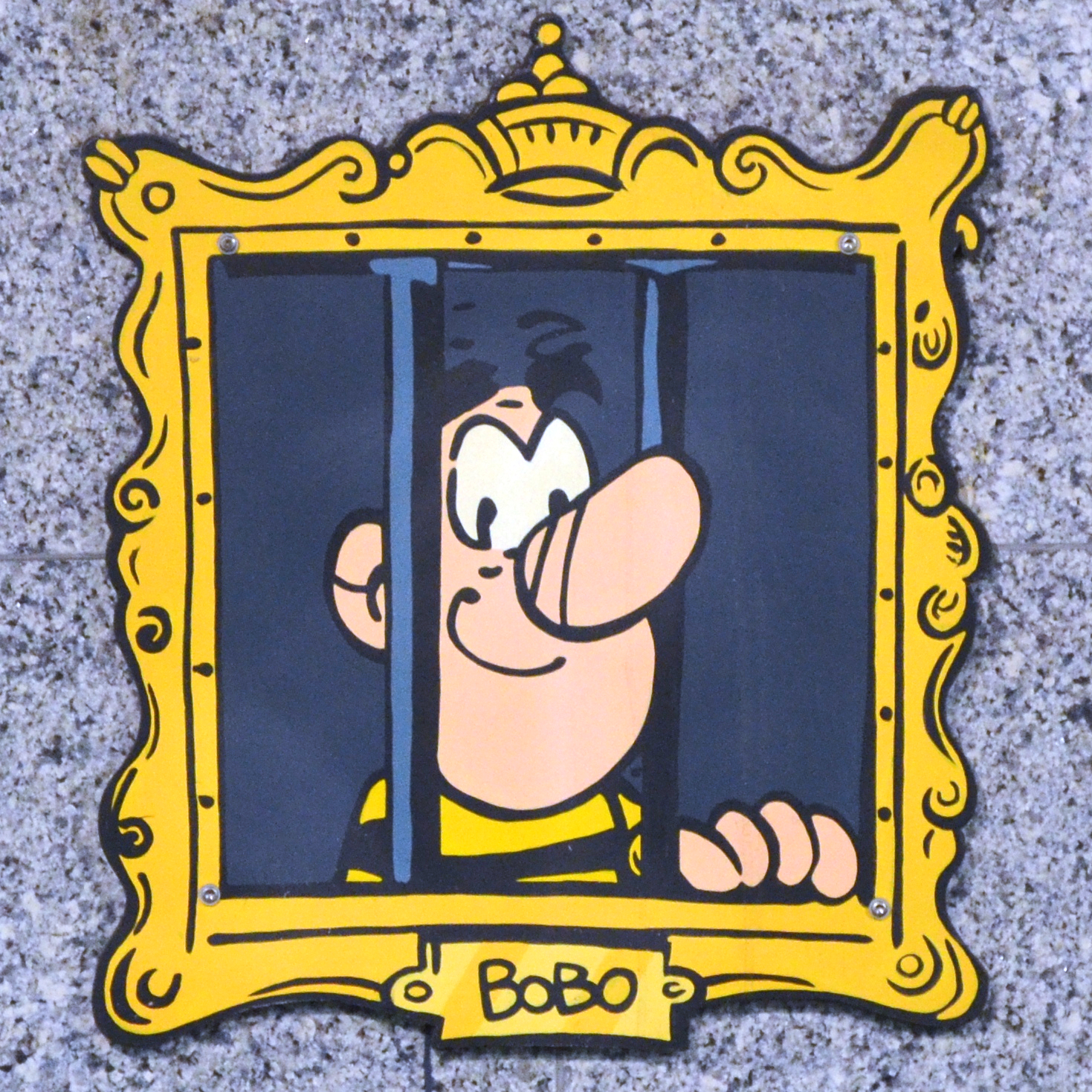

بوبو (بالفرنسية:Bobo)هي قصص مصورة فرانكو-بلجيكية أنشأها بول ديلييج وموريس روزي. تتضمن السلسلة سجينا في سجن في جيب اسمه بوبو. في اللغة الهولندية، اسم السلسلة جاب (Jaap).